# Daniel Webster Jones
Daniel Webster Jones (15 de Dezembro de 1839 - 25 de Dezembro de 1918, não deve ser confundido com o senador) foi o 19° Governador do estado americano do Arkansas.

## Biografia
Jones nasceu no Condado de Bowie, Texas, filho de Isaac N. Jones, médico e membro do Congresso da República do Texas, e Elizabeth W. Littlejohn. Quando Jones tinha um ano de idade, sua família se mudou para Washington, Arkansas (Condado de Hempstead, onde possuía uma grande plantação no Condado de Lafayette, nas proximidades; Jones frequentou a Washington Academy lá e depois estudou Direito.
Durante sua infância, James Black, criador da famosa faca Bowie, morou com a família Jones antes de se mudar para Washington, Arkansas. Black tentou mostrar a Daniel seu segredo metalúrgico em 1870, única pessoa a saber e estar ciente do segredo de Black.

## Carreira
Quando a Guerra Civil Americana começou, Jones se alistou no Exército dos Estados Confederados, foi ferido em batalha e foi capturado e mantido como prisioneiro de guerra. Sua patente mais alta era de Coronel do 20º Regimento de Infantaria do Arkansas.
Em 1874, Jones foi eleito advogado do Nono Distrito Judicial. Exerceu como eleitor presidencial em 1876 e 1880. Foi eleito para o cargo de Procurador-Geral do Arkansas em 1884 e 1886. Em 1890, exerceu um mandato na Câmara dos Representantes do Arkansas.
Jones foi eleito Governador do Arkansas em 1896 e foi reeleito em 1898. Durante o seu mandato, foram disponibilizados recursos para o novo edifício do Capitólio do Estado, e uma lei ordenando livros didáticos padronizados nas escolas foi aprovada.
Jones voltou a exercer direito depois de deixar o cargo. Foi eleito à Câmara dos Representantes novamente em 1914.

## Morte
Jones morreu de pneumonia e foi sepultado com um uniforme do Exército dos Estados Confederados com uma bandeira Americana fixada no Cemitério Oakland em Little Rock, Arkansas.